# مجزاگری

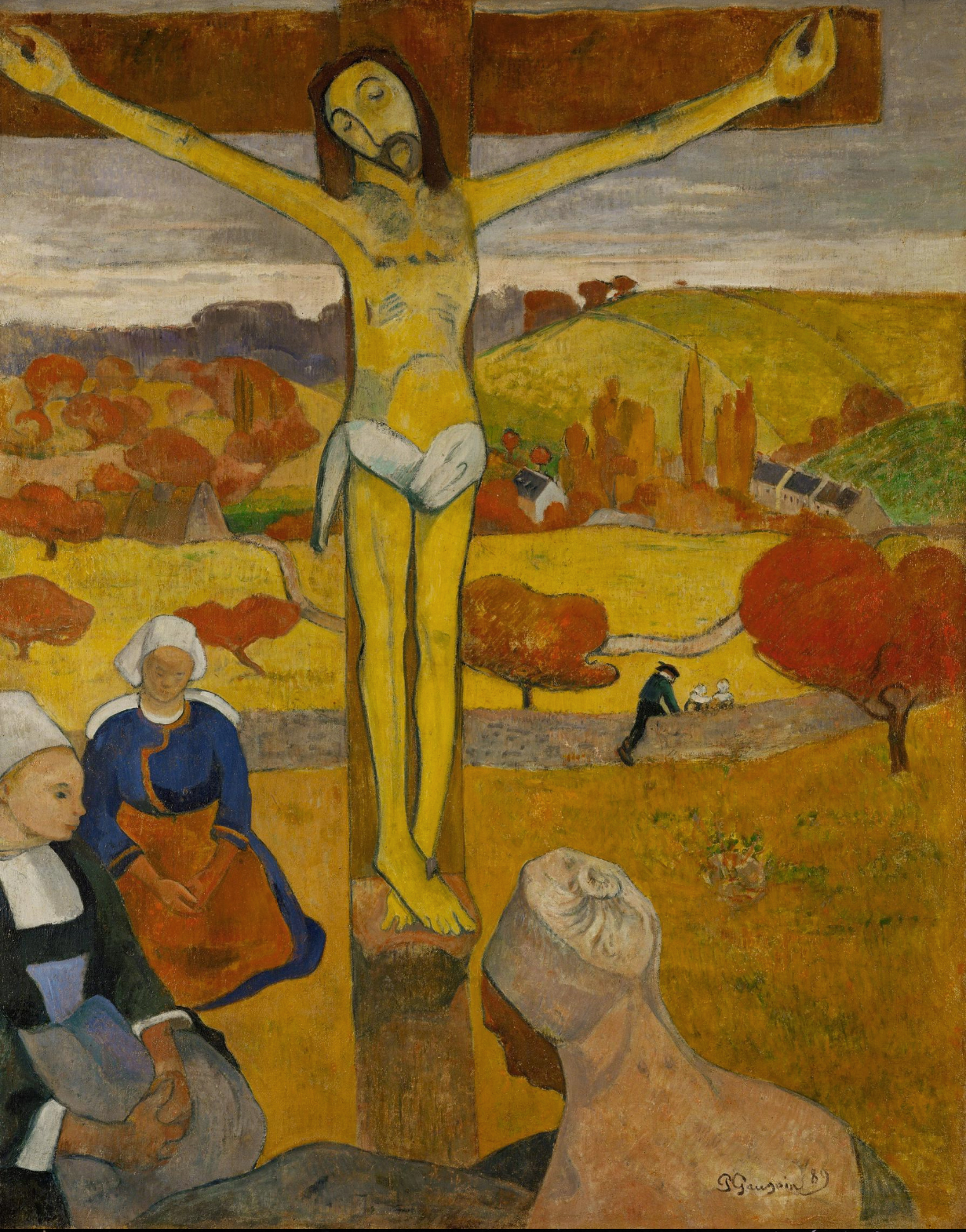
مسیح زرد اثر پل گوگن، رنگ‌روغن روی بوم (۱۸۸۹)

مجزاگری یا کلویزونیسم (به فرانسوی: Cloisonnisme) یکی از سبک‌های نقاشی پسادریافتگری است که در آن اَشکال تخت نشان داده می‌شوند و به‌وسیلهٔ خطوط محیطی تیره از یکدیگر جدا می‌شوند. این واژه توسط منتقدی به نام ادوارد دوژاردین در مورد نقاشی‌های گروه هنرمندان مستقل در مارس ۱۸۸۸ مطرح شد. پل گوگن، پل سروز، لوئیس آنکتن و امیل برنار از نقاشان این سبک بودند. بیشتر هنرمندان مجزاگر همچنین در جنبش ترکیب‌گری که رابطه نزدیکی با این سبک داشت فعال بودند.

## نگارخانه

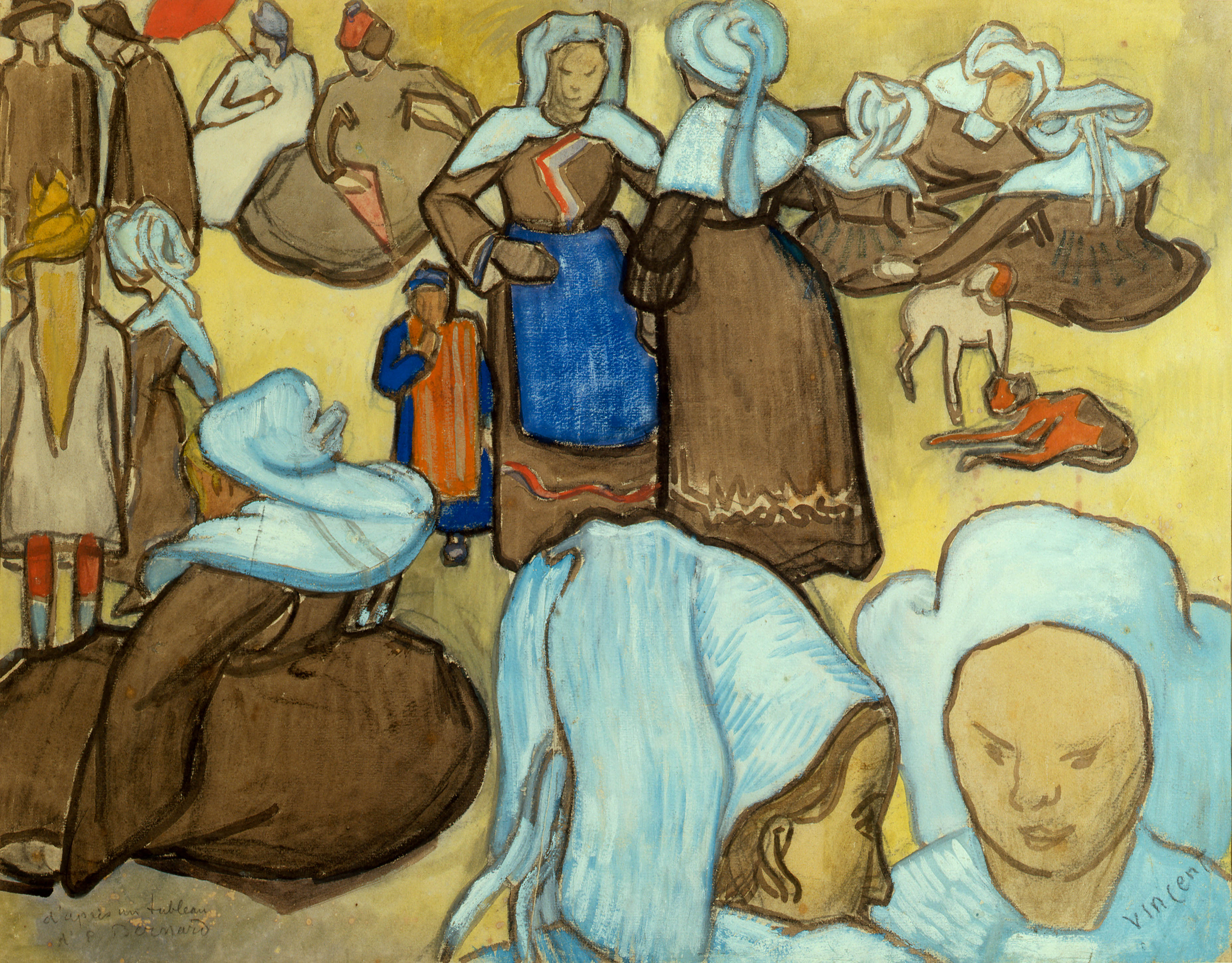
زنان و کودکان برتون (تحت‌تاثیر امیل برنار)، ونسان ون گوگ، نوامبر ۱۸۸۸.
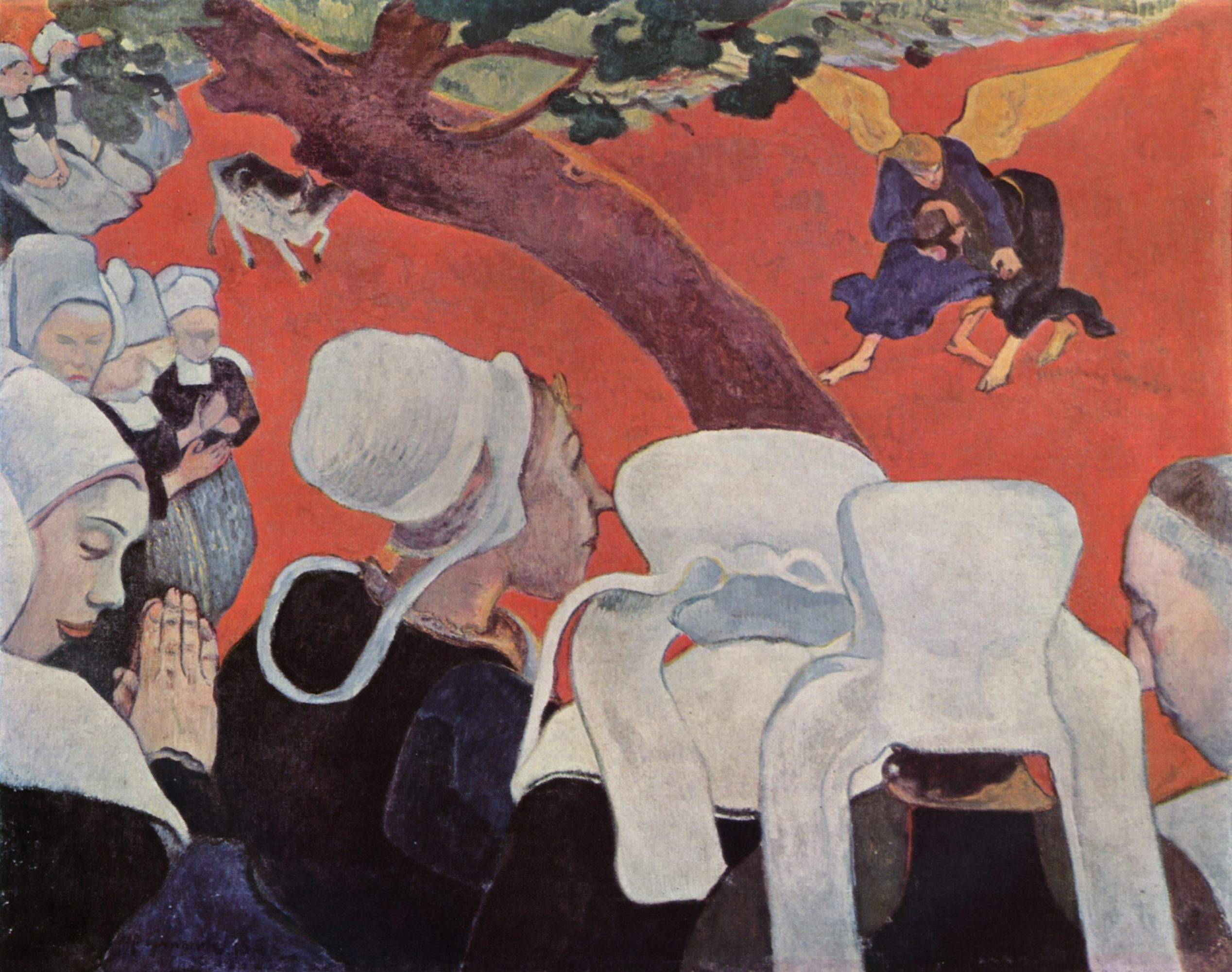
بینش پس از مراسم، پل گوگن، ۱۸۸۸.
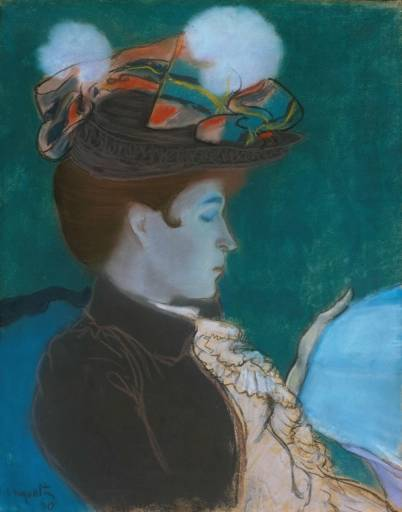
زن درحال خواندن، لوئیس آنکتن، ۱۸۹۰.
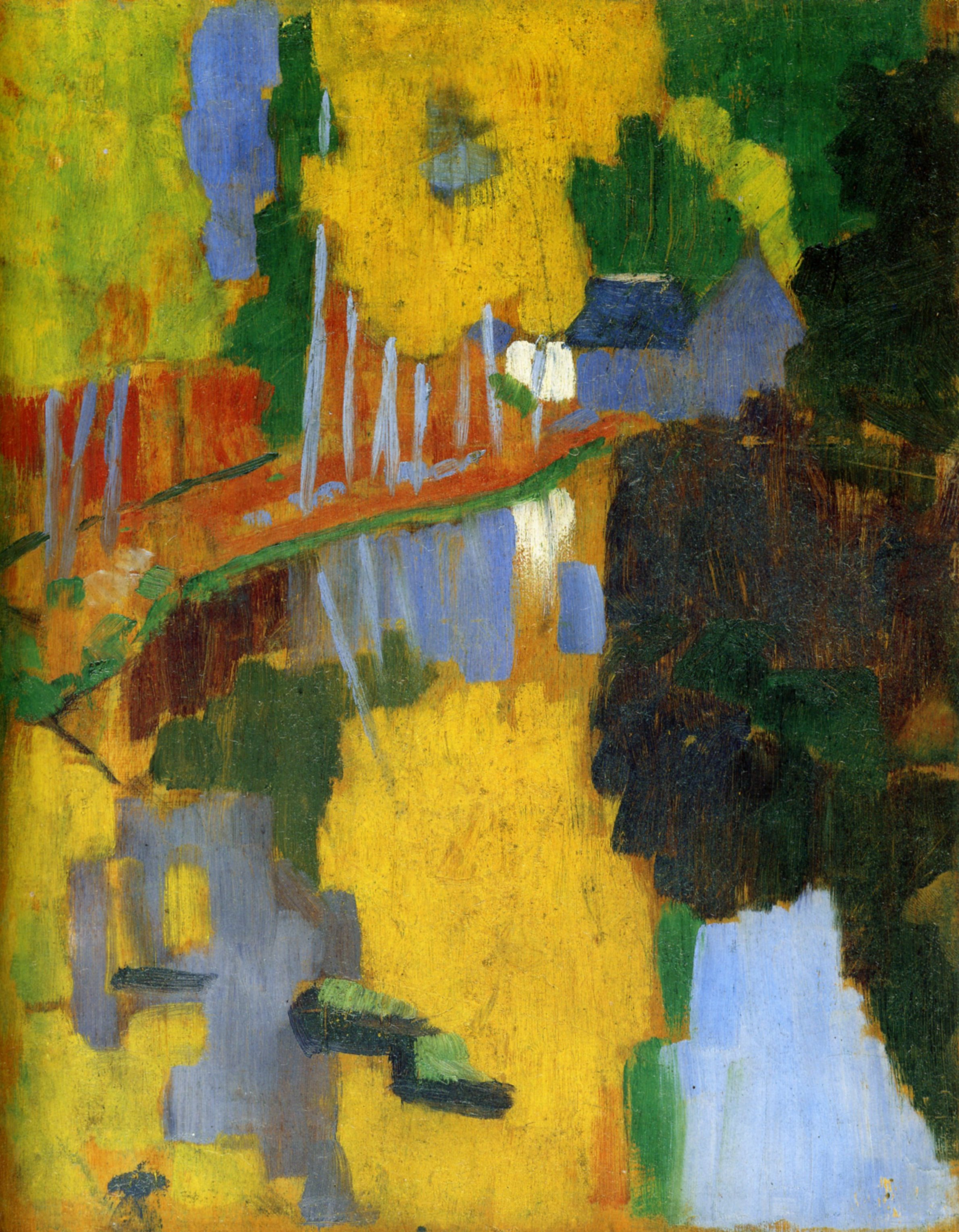
طلسم، پل سروز، ۱۸۸۸.